# Homer Steinweiss
Homer Steinweiss (Nova Iorque, 25 de março de 1982) é um baterista, compositor e produtor musical norte-americano.